# Eremopyga denudata
Eremopyga denudata is een zee-egel uit de familie Diadematidae.
De wetenschappelijke naam van de soort werd in 1903 gepubliceerd door Johannes Cornelis Hendrik de Meijere.